# Jean-Baptiste Claudot
Jean-Baptiste Claudot (bijnaam Claude de Nancy) (Badonviller, 19 september 1733 - Nancy, 27 december 1805) was een Frans kunstschilder en vooral gekend voor zijn landschappen en ruines.

## Biografie
Claudot was een leerling van Jean Girardet en André Joly. Zij hadden een grote invloed op zijn vroege werken toen hij nog voornamelijk religieuze thema's schilderde. In de periode 1767-1769 vertrok Claudot richting Parijs om zijn opleiding tot kunstschilder af te ronden. Daar ontmoette hij Claude Joseph Vernet een vernieuwer op het gebied van het schilderen van landschappen. Claudot raakte bevriend met Vernet en hij zou een grote invloed hebben op de ontwikkeling en werken van Claudot. Typerend voor zijn stijl is de combinatie van de Franse romantische landschappen verrijkt met antieke ruïnes zoals gebruikelijk bij de Italiaanse vedute. Claudot bleef trouw aan zijn geboorte omgeving Lotharingen en liet zich nooit overhalen, door Vernet of Girardet, om zich permanent te vestigen in Parijs en daarmee een belangrijke impuls te geven aan zijn carrière. 
Bekende leerlingen van Claudot waren Jean Baptiste Isabey en Jean-Baptiste Jacques Augustin

## Werken
Werken van hem hangen in het Museum of Fine Arts of Nancy en Musée au fil du papier.

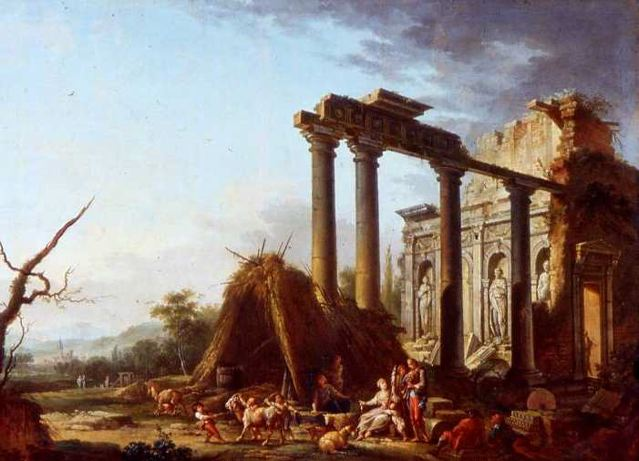
La colonnade en ruines (1764)
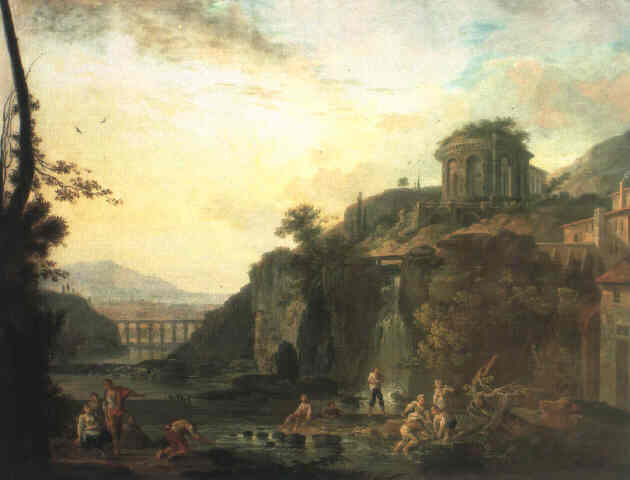
Paysage Romain
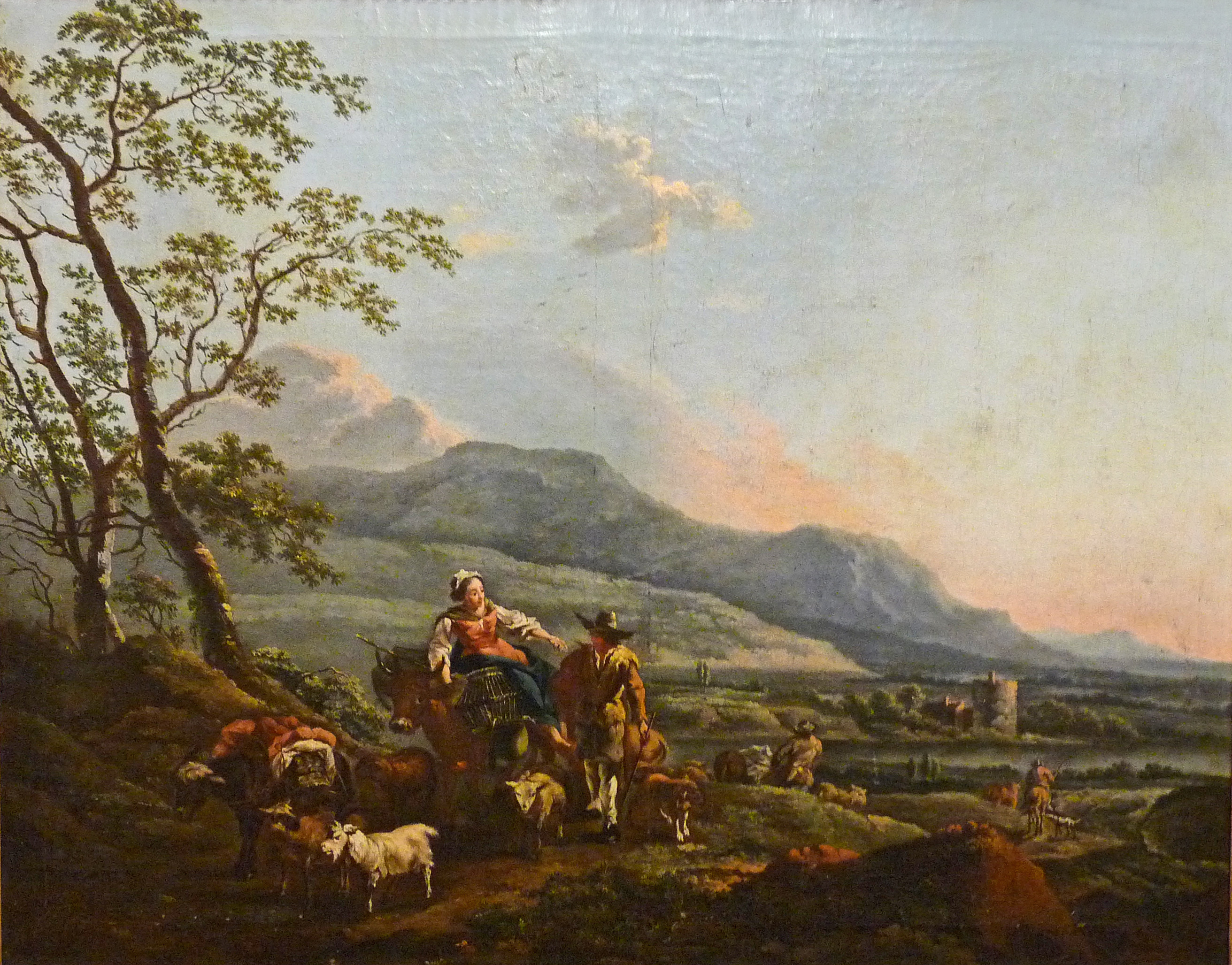
Paysage animé. (Musée Charles de Bruyères)
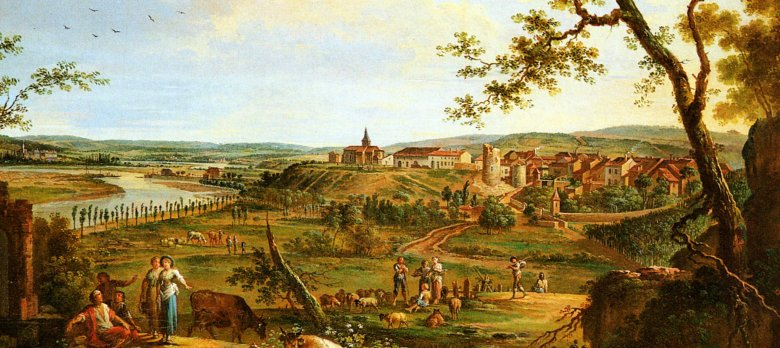
ca 1800
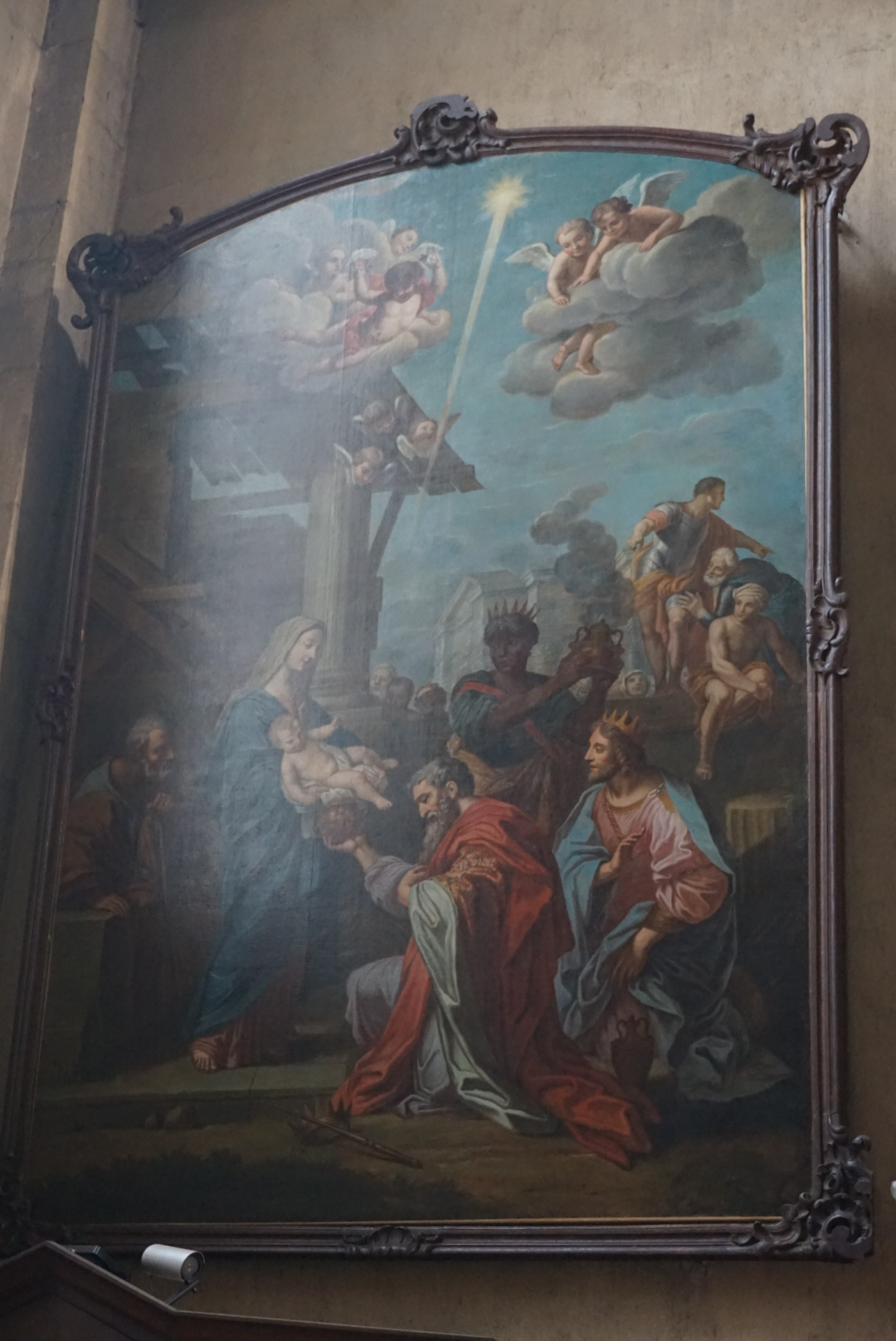
Aanbidding van de Maagd (Cathedraal van Nancy)

- Bibliothèque nationale de France: cb16770599x (data)
- Gemeinsame Normdatei: 132208490
- International Standard Name Identifier: 0000 0000 6687 3235
- Library of Congress Control Number: nr2006027949
- RKD-Nederlands Instituut voor Kunstgeschiedenis: 17106
- Système universitaire de documentation: 113276419
- Union List of Artist Names: 500028904
- Virtual International Authority File: 42992434
- WorldCat: E39PBJvCVcKgF64rW9mDRMbWXd